# Journaliste sous la Révolution française
 (février 2017).

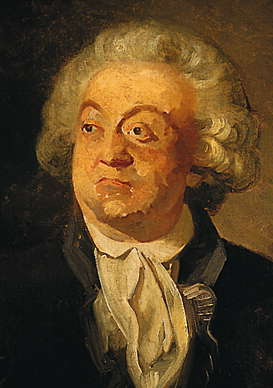
Mirabeau, le doyen des journalistes révolutionnaires.

La grande effervescence connue par la presse sous la Révolution française de 1789, à la suite de la proclamation de la liberté de la presse, amena de nombreux hommes de lettres à embrasser la carrière journalistique. Un bon nombre de journalistes sous la Révolution connaitront, au mieux, la répression et, au pire, une fin violente.

## Répression
Le surlendemain du coup d’État du 18 fructidor, un arrêté du Directoire ordonna de conduire à la prison de la Force, les rédacteurs de trente-deux journaux, « tous prévenus de conspiration contre la sûreté intérieure et extérieure de la République, spécialement de provocations au rétablissement de la royauté et à la dissolution du gouvernement républicain ». Le 22 du même mois, sur le rapport de Bailleul, une résolution des Cinq-Cents ordonna la déportation de cinquante-quatre autres journalistes dont les biens furent séquestrés.
Deux ans plus tard, la répression contre les journalistes s’accrut lorsque, par un décret du Directoire exécutif, en date du 28 nivôse an VII ordonna la déportation de Laharpe, Fontanes, Bourlet de Vauxcelles, du Mémorial, Langlois, Lunier, Porte, du Messager du soir, Beaulieu de Tallerac, Bridel-Sourignières, du Miroir, Boyer, des Nouvelles politiques nationales et étrangères, Robert, de l’Observateur de l’Europe, Perlet, Lagarde Fontanilles du Perlet, Lucet, du Petit-Gautier, Nicole du Postillon des armées, Duval du Précurseur, Marchand, Geoffroy, Riche et Lipert de la Quotidienne, Villers fils, Montmignon, Daudoucet des Rapsodies du jour, Bertin d’Antilly du Thé, Leblanc, Dupré de la Tribune publique, Poujade, Ladevèze du Véridique, Lefebvre-Grandmaison, Pontcharraux dit le Romain de l’Argus, Sicard des Annales catholiques, Barruel-Beauvert des Actes des apôtres, Richer-Sérizy, Migneret l’ainé de l’Accusateur public, Grosley, Lassale, Grimaldy de l’Aurore, Gallais, Langlois du Censeur des journaux, Pelzin du Courrier de Lyon, Caillot, Denis, du Courrier extraordinaire, Brouillet, Meilliac de l’Anti-Terroriste, Flexchelles frères, Poncelin, Jardin, Auvray du Courrier Républicain, Tulot, Detain du Déjeuner, Wasselin de l’Écho, Bertin-de-Vaux, Neuville de l’Éclair, Guth de l’Europe littéraire, Fiévé, Debarle de la Gazette française, Rippert de la Gazette universeIle, Brackeniers de l’Impartial Bruxellois, Morneweck de l’Impartial Européen, Royou de l’Invariable, Chotard, Daubonneau, Clausson, Colas du Journal des colonies, Jollivet, Barallère, Teulières du Journal général de France ou gardien de la Constitution.
L’ile d’Oléron leur fut assignée comme lieu de déportation, et l’arrêté ajouta que les journalistes qui s’en échapperaient seraient inscrits sur la liste des émigrés. L’arrêté ordonna en outre, aux ministres de la police, de prendre de nouveaux renseignements pour découvrir les rédacteurs et propriétaires du Spectateur du Nord, du Tableau de Paris, du Cri public, des Frères et amis, du Défenseur des vieilles institutions, du Journal des journaux, du Grondeur et de l’Abréviateur universel. Enfin, un message du Directoire du 17 fructidor de la même année, annonça que des poursuites allaient être exécutées contre plusieurs auteurs d’écrits périodiques. Ce message donna lieu à de vives discussions dans les Cinq-Cents.
Sous le Consulat, les journalistes décimés par la prison et la déportation tirent peu ou point d’opposition au nouveau gouvernement.

## Personnalités
Les plus célèbres des journalistes sous la Révolution furent :
- François Thomas de Pange, ami d'André Chénier, mort en 1796
- Honoré Gabriel Riqueti, comte de Mirabeau, rédacteur du Courrier de Provence, empoisonné ? ou de mort naturelle en 1791 ;
- Barnabé Durosoi, de la Gazette de Paris, guillotiné en 1792 ;
- François-Louis Suleau, principal rédacteur des Actes des Apôtres, massacré dans la journée du 10 août 1792 ;
- Simon-Nicolas-Henri Linguet, l’un des premiers journalistes de la Révolution, fondateur et rédacteur des Annales politiques, guillotiné en 1794 ;
- Jean-Paul Marat, rédacteur de l’Ami du peuple, assassiné par Charlotte Corday en 1793 ;
- Antoine-Joseph Gorsas, rédacteur du Courrier des Départements, guillotiné en 1793 ;
- Joseph-Marie Girey-Dupré, rédacteur avec Brissot de Warville du journal Le Patriote français, condamné à mort avec les Girondins le 1 frimaire an 2, guillotiné en 1793 ;
- Brissot de Warville, rédacteur du Patriote français, guillotiné avec les Girondins en 1793 ;
- L’abbé Fauchet, rédacteur de la Bouche de fer, guillotiné en 1793 ;
- Nicolas de Bonneville, rédacteur à la Bouche de fer, mort fou en 1828 ;
- Camille Desmoulins, rédacteur des Révolutions de France et de Brabant, Le Vieux Cordelier, guillotiné le 5 avril 1794 ;
- Anacharsis Cloots, l’un des rédacteurs de tous les journaux patriotes, guillotiné en 1794 ;
- Antoine-François Momoro, rédacteur du Journal des Cordeliers, guillotiné en 1794 ;
- Maximilien de Robespierre, collaborateur du Défenseur de la Constitution, guillotiné en 1794 ;
- Joseph-Antoine Cerutti, fondateur et rédacteur de la Feuille villageoise ;
- Philippe-Antoine Grouvelle, rédacteur de la Feuille villageoise ;
- Condorcet, rédacteur de la Chronique du mois, de la Bouche-de-Fer et de plusieurs autres feuilles, mort empoisonné ou suicidé ;
- Fabre d'Églantine, rédacteur des Révolutions de Paris, guillotiné avec les Dantonistes en 1794 ;
- Jacques Hébert, rédacteur de Le Père Duchesne, guillotiné en 1794 ;
- Pierre-Germain Parisau, rédacteur de la Feuille du jour, guillotiné en 1794 ;
- Bertrand Barère de Vieuzac, rédacteur du Point du jour, condamné à la déportation ;
- Jean-Lambert Tallien, de l’Ami des citoyens ;
- Pierre-Louis Ginguené, rédacteur de la Feuille villageoise ;
- Louis Marie Prudhomme, rédacteur des Révolutions de Paris ;
- Alexandre Tournon, rédacteur des Révolutions de Paris ;
- Élisée Loustalot, rédacteur des Révolutions de Paris, mort de douleur à la nouvelle de l’insurrection militaire de Nancy ;
- Fréron fils, rédacteur de l’Orateur du peuple ;
- Labenette, rédacteur de l’Orateur du peuple ;
- L’abbé Royou de l’Ami du roi, mort proscrit en 1792 ;
- Montjoye de l’Ami du roi ;
- Gracchus Babeuf, du Journal de la liberté de la presse, suicidé au tribunal le condamnant à mort en 1797 ;
- Jacques Mallet du Pan, du Mercure de France, mort en exil en Angleterre en 1800 ;
- Jean-Baptiste Louvet de Couvray, rédacteur en chef de la Sentinelle ;
- Jean-Pierre Louis de Fontanes, rédacteur au Mercure ;
- Joseph-Alphonse Esménard, rédacteur au Mercure ;
- François-René de Chateaubriand, rédacteur au Mercure ;
- Amable de Baudus, fondateur du Spectateur du Nord ;
- Jean François Blouet (1745-1809) rédacteur du Journal des départemens de Mozelle, de la Meurthe, des Ardennes et des Vosges ;